# Contarinia moringae
Contarinia moringae är en tvåvingeart som först beskrevs av Mani 1936.  Contarinia moringae ingår i släktet Contarinia och familjen gallmyggor. Inga underarter finns listade i Catalogue of Life.